# Tatjana Pinto
Tatjana Lofamakanda Pinto (Münster, 2 de julio de 1992) es una deportista alemana que compite en atletismo, especialista en las carreras de relevos.
Ganó una medalla de bronce en el Campeonato Mundial de Atletismo de 2022 y dos medallas de bronce en el Campeonato Europeo de Atletismo, en los años 2016 y 2018.
Participó en tres Juegos Olímpicos de Verano, ocupando el quinto lugar en Londres 2012, el cuarto en Río de Janeiro 2016 y el quinto en Tokio 2020, en la prueba de 4 × 100 m.

## Palmarés internacional
| Campeonato Mundial | Campeonato Mundial       | Campeonato Mundial | Campeonato Mundial |
| Año                | Lugar                    | Medalla            | Prueba             |
| ------------------ | ------------------------ | ------------------ | ------------------ |
| 2022               | Eugene (Estados Unidos)  | Medalla de bronce  | 4 × 100 m          |
| Campeonato Europeo |                          |                    |                    |
| Año                | Lugar                    | Medalla            | Prueba             |
| 2016               | Ámsterdam (Países Bajos) | Medalla de bronce  | 4 × 100 m          |
| 2018               | Berlín (Alemania)        | Medalla de bronce  | 4 × 100 m          |